# Hymenagaricus alphitochrous
Hymenagaricus alphitochrous är en svampart som först beskrevs av Berk. & Broome, och fick sitt nu gällande namn av Paul Heinemann 1981. Hymenagaricus alphitochrous ingår i släktet Hymenagaricus och familjen Agaricaceae.   Inga underarter finns listade i Catalogue of Life.